# Campeonato Canadense de Futebol de 2010
O Campeonato Canadense de Futebol 2010 ou 2010 Nutrilite Canadian Championship, foi a 3º edição do campeonato nacional. 

## Histórico
Como nos anos anteriores, contou apenas com a presença de três participantes: Toronto FC, Vancouver Whitecaps, Montreal Impact. O sistema da disputa foi em pontos corrridos e o campeão teve o direito de disputar a Liga dos Campeões da CONCACAF. O Toronto FC sagrou-se bicampeão com uma rodada de antecedência, o Vancouver Whitecaps ficou em segundo lugar pelo segundo ano consecutivo e o Montreal Impact ficou em terceiro também pelo segundo ano consecutivo.

## Classificação
| Clube               | Pts | J | V | E | D | GP | GC | SG |
| ------------------- | --- | - | - | - | - | -- | -- | -- |
| Toronto FC          | 8   | 4 | 2 | 2 | 0 | 3  | 0  | +3 |
| Vancouver Whitecaps | 4   | 4 | 0 | 4 | 0 | 2  | 2  | 0  |
| Montreal Impact     | 2   | 4 | 0 | 2 | 2 | 2  | 5  | -3 |

|  | Clube classificado para a Liga dos Campeões da CONCACAF .   |
|  | Clube não classificado para a Liga dos Campeões da CONCACAF |

## Resultados
|                     | VAN | TOR | MON |
| ------------------- | --- | --- | --- |
| Vancouver Whitecaps | –   | 0–0 | 1-1 |
| Toronto FC          | 0-0 | –   | 2–0 |
| Montreal Impact     | 1–1 | 0–1 | –   |

## Artilheiro
| jogador           | País              | Equipe              | Gols  |
| ----------------- | ----------------- | ------------------- | ----- |
| Chad Barrett      | Estados Unidos    | Toronto FC          | 1 gol |
| Philippe Billy    | França            | Montreal Impact     | 1 gol |
| Peter Byers       | Antígua e Barbuda | Montreal Impact     | 1 gol |
| Dwayne De Rosario | Canadá            | Toronto FC          | 1 gol |
| Marcus Haber      | Canadá            | Vancouver Whitecaps | 1 gol |
| Ty Harden         | Estados Unidos    | Toronto FC          | 1 gol |
| Ansu Toure        | Libéria           | Vancouver Whitecaps | 1 gol |

## Premiação
| Campeonato Canadense de Futebol Campeão 2010 |
| -------------------------------------------- |
| Ontário                                      |
| Toronto FC Segundo Título                    |